# Tracie Ruiz
Tracie Ruiz   (Honolulu, 4 de febrer de 1963) és una nedadora estatunidenca, ja retirada, especialitzada en natació sincronitzada que va competir durant la dècada de 1980.
El 1984 va prendre part en els Jocs Olímpics d'Estiu de Los Angeles, on disputà les dues proves del programa de natació sincronitzada. En ambdues, la prova per parelles, junt a Candy Costie, i la de solo, guanyà la medalla d'or. Quatre anys més tard, als Jocs de Seül guanyà la medalla de plata en la prova de solo.
En el seu palmarès també destaquen una medalla d'or i una de plata als Campionat del Món de natació de 1982, quatre medalles d'or als Jocs Panamericans i sis campionats nacionals de solo i quatre per parelles, fins a completar un total de 41 medalles d'or a nivell nacional i internacional.
El 1995 es casà amb Michael Anthony Conforto, un exfutbolista. El seu fill, Michael Conforto, juga professionalment a beisbol amb els New York Mets, i la seva filla Jacqueline, jugà a futbol amb l'Azusa Pacific University.
El 1993 fou inorporada a l'International Swimming Hall of Fame.